# U-20-Fußball-Südamerikameisterschaft 2013
Die U-20-Fußball-Südamerikameisterschaft 2013 war die 26. Austragung dieses Turniers und fand vom 9. Januar bis 3. Februar 2013 in Argentinien statt.

## Vergabe
Der südamerikanische Fußballverband Conmebol wählte Argentinien am 18. März 2011 zum Gastgeber der U-20-Südamerikameisterschaft 2013 und der U-17-Südamerikameisterschaft 2013.

## Austragungsorte
| Mendoza                     | San Juan                 |
| --------------------------- | ------------------------ |
| Estadio Malvinas Argentinas | Estadio del Bicentenario |
| Kapazität: 40.268           | Kapazität: 25.000        |
| Estadio Malvinas Argentinas | Estadio del Bicentenario |

## Modus
In der ersten Runde wurde in zwei Gruppen gespielt, in der jede Mannschaft einmal gegen jede andere Mannschaft spielte. Die besten drei Mannschaften jeder Gruppe kamen in die Finalrunde, in der ebenfalls jede Mannschaft einmal gegen jede andere Mannschaft spielte. Die besten vier Mannschaften der Finalrunde qualifizierten sich für die U-20-WM 2013.

## Gruppe A
| Pl. | Verein      | Sp. | S | U | N | Tore    | Diff. | Punkte |
| --- | ----------- | --- | - | - | - | ------- | ----- | ------ |
| 1.  | Chile       | 4   | 4 | 0 | 0 | 008:300 | +5    | 12     |
| 2.  | Kolumbien   | 4   | 2 | 0 | 2 | 010:500 | +5    | 06     |
| 3.  | Paraguay    | 4   | 2 | 0 | 2 | 009:600 | +3    | 06     |
| 4.  | Argentinien | 4   | 1 | 1 | 2 | 006:700 | −1    | 04     |
| 5.  | Bolivien    | 4   | 0 | 1 | 3 | 003:150 | −12   | 01     |

## Gruppe B
| Pl. | Verein    | Sp. | S | U | N | Tore    | Diff. | Punkte |
| --- | --------- | --- | - | - | - | ------- | ----- | ------ |
| 1.  | Peru      | 4   | 2 | 1 | 1 | 007:500 | +2    | 07     |
| 2.  | Uruguay   | 4   | 1 | 3 | 0 | 010:900 | +1    | 06     |
| 3.  | Ecuador   | 4   | 1 | 2 | 1 | 005:500 | ±0    | 05     |
| 4.  | Venezuela | 4   | 1 | 1 | 2 | 003:400 | −1    | 04     |
| 5.  | Brasilien | 4   | 1 | 1 | 2 | 004:600 | −2    | 04     |

## Finalrunde
| Pl. | Verein    | Sp. | S | U | N | Tore    | Diff. | Punkte |
| --- | --------- | --- | - | - | - | ------- | ----- | ------ |
| 1.  | Kolumbien | 5   | 4 | 0 | 1 | 006:300 | +3    | 12     |
| 2.  | Paraguay  | 5   | 3 | 1 | 1 | 007:400 | +3    | 10     |
| 3.  | Uruguay   | 5   | 3 | 0 | 2 | 005:300 | +2    | 09     |
| 4.  | Chile     | 5   | 2 | 1 | 2 | 007:600 | +1    | 07     |
| 5.  | Peru      | 5   | 1 | 2 | 2 | 006:800 | −2    | 05     |
| 6.  | Ecuador   | 5   | 0 | 0 | 5 | 004:110 | −7    | 0      |

## Schiedsrichter
- Patricio Loustau
Assistent: Diego Bonfá
- Raúl Orosco
Assistent: Wilson Arellano
- Sandro Ricci
Assistent: Marcelo van Gasse
- Julio Bascuñán
Assistent: Carlos Astroza
- José Hernando Buitrago
Assistent: Wilmar Navarro
- Carlos Vera
Assistent: Byron Romero
- Enrique Cáceres
Assistent: Darío Gaona
- Víctor Carrillo
Assistent: Raúl López
- Daniel Fedorczuk
Assistent: Nicolás Tarán
- Marlon Escalante
Assistent: Carlos López